# 2015 dans l'Union européenne
Chronologie de l’Union européenne
- 2011
- 2012
- 2013
- 2014
- 2015
- 2016
- 2017
- 2018
- 2019

Cette page concerne l'année 2015 du calendrier grégorien.

## Institutions européennes
- Président du Conseil - Donald Tusk
- Président de la Commission - Jean-Claude Juncker, Parti populaire européen
- Présidence du Conseil - Lettonie (Jan-Juin) et Luxembourg (Juil-Déc)
- Président du Parlement - Martin Schulz
- Haut Représentant - Federica Mogherini

## Chronologie

### Janvier 2015
- 1er janvier 2015 : 
  - la Lituanie adopte l'euro.
  - début de la première présidence lettonne du Conseil de l'Union européenne

### Février 2015
- x

### Mars 2015
- 12 mars 2015 : retrait de la candidature de l'Islande à l'adhésion à l'Union européenne

### Avril 2015
- x

### Mai 2015
- x

### Juin 2015
- x

### Juillet 2015
- 1er juillet 2015 : début de la douzième présidence luxembourgeoise du Conseil de l'Union européenne
- 13 juillet 2015 : les chefs d’État de l'Eurogroupe concluent avec la Grèce un accord sur un nouveau plan d’austérité devoir ouvrir la voie à un réaménagement de sa dette

### Août 2015
- x

### Septembre 2015
- x

### Octobre 2015
- x

### Novembre 2015
- x

### Décembre 2015
- x

## Compléments